# 虎豹獅象棋
虎豹獅象棋，又名獸棋，是流傳於中國福建德化县等地的兩人棋類。遊戲過程吃子時，玩家從己方原點開始喊：「虎！」，然後每動一格就喊一字，「豹！」、「獅！」、「象！」，喊到最後一字時吃子，因而得名。

## 棋具

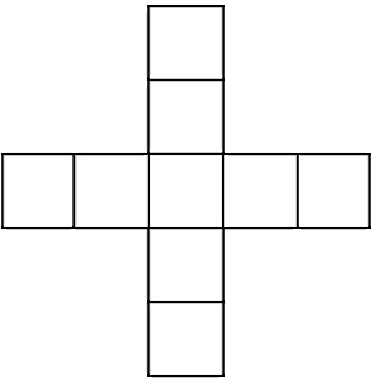
虎豹獅象棋盤

- 棋盤為九個正方格擺如十字型，共二十個棋點。

- 雙方各執四子，以顏色區分敵我。

## 規則
- 棋子皆放在棋點，置於最靠近己方的方格的四個角點。

- 每人一著，棋子有兩種行動：
  - 一步移動：移至鄰近空棋點。
  - 三步吃子：移動正好三格至敵棋，方向可轉彎，路徑不得返折，不得穿過其他棋子，並將該棋移除遊戲。

- 將敵方全消滅獲勝[2]。

## 外部連結
- 棋盤照片[永久]